# Joaquín Peiró
Joaquín Peiró Lucas (Madrid, 29 de enero de 1936-ibidem; 18 de marzo de 2020) fue un entrenador y jugador de fútbol español. Jugador histórico del Club Atlético de Madrid y del Football Club Internazionale de Milán, disputó dos Mundiales con la selección española.
Falleció a los ochenta y cuatro años el 18 de marzo de 2020.

## Trayectoria como jugador

### Inicios en España
Los inicios de Joaquín Peiró tuvieron lugar en Madrid, donde jugó en las categorías inferiores de la Agrupación Deportiva Ferroviaria antes de fichar en 1954 por el Atlético de Madrid, que en su primera temporada en el conjunto rojiblanco lo cedió al Real Murcia Club de Fútbol, junto al que fue durante muchos años su compañero en la banda izquierda del Atlético, Enrique Collar. En el conjunto pimentonero se produjo así su debut como jugador profesional, en la Segunda División.
Tras conseguir el ascenso a Primera con los murcianos, retornó en 1955 al conjunto «colchonero». Pronto se consolidó como uno de los jugadores más destacados del equipo, en el que su asociación con Enrique Collar en la banda izquierda fue conocida como «el ala infernal». Permaneció en el conjunto madrileño ocho temporadas en las que ganó dos Copas del Generalísimo y participó en la consecución del primer título europeo de la historia rojiblanca: la Recopa de Europa de 1962.
Además, fue el artífice del gol 1500 de los rojiblancos en Liga el 12 de febrero de 1961 en el stadium Metropolitano, en un partido contra el Real Valladolid Club de Fútbol que acabó 4-2. En ese partido marcó tres goles. En aquellos años fue conocido como «el galgo del Metropolitano», debido a su amplia zancada y su gran velocidad.
Al comienzo de la temporada 1962-63, el Atlético de Madrid, necesitado de ingresos, decidió traspasar a Joaquín Peiró al conjunto italiano del Torino Football Club, dando paso así a una larga y exitosa etapa de Peiró en Italia.

### Etapa en Italia
Tras defender la camiseta del Torino durante dos temporadas, en 1964 fue traspasado al Inter de Milán, dirigido por Helenio Herrera  en el que coincidió con otro gran jugador español, Luis Suárez.
En el conjunto neroazzurro Peiró fue uno de los protagonistas de la que pasó a la historia como una de las mejores épocas del club, cuando fue conocido como el Grande Inter. En aquel Inter ganó dos Copas Intercontinentales, una Copa de Europa y dos Ligas italianas. En aquellos años se ganó un nuevo apodo, esta vez en italiano, cuando pasó a ser conocido como rapinatore (ladronzuelo) tras protagonizar una jugada en semifinales de la Copa de Europa en que robó el balón al portero rival cuando lo botaba y marcar un gol para su equipo.
En 1966 abandonó el conjunto milanista para fichar por el que fue su último club, la AS Roma, club en el que permaneció hasta el año 1970. Con el conjunto de la capital italiana obtuvo su último título como jugador, la Copa de Italia.

### Selección nacional
En 1956, debutó con la selección española, tras ser convocado por el seleccionador Guillermo Eizaguirre para un encuentro amistoso disputado frente a la selección de Portugal. Sin embargo, hubo de esperar cuatro años para vestir de nuevo la roja, con la que disputó en 1962 el Mundial de Chile.
Tras un nuevo paréntesis de cuatro años, volvió a ser llamado por José Villalonga en 1966, jugando ese año su segundo Mundial, el de Inglaterra.
En total disputó doce partidos con la selección de España, anotando cinco goles.
La relación de partidos disputados por Peiró con la selección española es la siguiente:
| Fecha      | Competición                      | Estadio           | Ciudad                    | Partido   | Partido | Partido    |
| ---------- | -------------------------------- | ----------------- | ------------------------- | --------- | ------- | ---------- |
| 03/06/1956 | Amistoso                         | Jamor             | Lisboa (Portugal)         | Portugal  | 3 - 1   | España     |
| 15/05/1960 | Amistoso                         | Santiago Bernabéu | Madrid                    | España    | 3 - 0   | Inglaterra |
| 10/07/1960 | Amistoso                         | Nacional          | Lima (Perú)               | Perú      | 1 - 3   | España     |
| 17/07/1960 | Amistoso                         | Nacional          | Santiago de Chile (Chile) | Chile     | 1 - 4   | España     |
| 24/07/1960 | Amistoso                         | Monumental        | Buenos Aires (Argentina)  | Argentina | 2 - 0   | España     |
| 18/05/1961 | Clasificación Mundial Chile 1962 | Santiago Bernabéu | Madrid                    | España    | 1 - 1   | Gales      |
| 11/06/1961 | Amistoso                         | Sánchez Pizjuán   | Sevilla                   | España    | 2 - 0   | Argentina  |
| 03/06/1962 | Mundial Chile 1962               | Sausalito         | Viña del Mar (Chile)      | México    | 0 - 1   | España     |
| 06/06/1962 | Mundial Chile 1962               | Sausalito         | Viña del Mar (Chile)      | Brasil    | 2 - 1   | España     |
| 23/06/1966 | Amistoso                         | Riazor            | La Coruña                 | España    | 2 - 0   | Uruguay    |
| 13/07/1966 | Mundial Inglaterra 1966          | Villa Park        | Birmingham (Inglaterra)   | Argentina | 2 - 1   | España     |
| 15/07/1966 | Mundial Inglaterra 1966          | Hillsborough      | Sheffield (Inglaterra)    | Suiza     | 1 - 2   | España     |

## Trayectoria como entrenador
Finalizada su etapa como jugador, Joaquín Peiró comenzó a ejercer como técnico en las categorías inferiores del Atlético de Madrid, a cuyo filial, el Atlético Madrileño dirigió entre 1980 y 1985 en Segunda División.
En esa misma categoría, entrenó posteriormente al Granada CF (1987/88) y a la Unió Esportiva Figueres. La temporada 1989/90 la comenzó con el conjunto catalán, pero tras ser cesado Javier Clemente en el Atlético de Madrid, Peiró fue el elegido para reemplazarlo, debutando así como técnico en Primera División.
De nuevo en Segunda, dirigirá en los años siguientes a Real Murcia, CD Badajoz y Málaga CF, con el que lograría ascender a Primera División y a cuyo frente se mantendría durante un total de cinco temporadas, en la última de las cuales obtuvo en 2002 el primer título del conjunto malagueño, la Copa Intertoto de la UEFA.
Con Peiró al frente, el conjunto malagueño protagonizó una de sus etapas más gloriosas, participando por vez primera en competición continental, al disputar junto a la mencionada Intertoto la Copa de la UEFA en la temporada 2002/03.
Finalmente, Joaquín Peiró se retiraría como entrenador en 2004 en el mismo conjunto en el que había iniciado su carrera como jugador profesional cincuenta años antes: el Real Murcia.

## Clubes

### Como jugador
| Club               | País   | Año       | Partidos | Goles |
| ------------------ | ------ | --------- | -------- | ----- |
| Real Murcia        | España | 1954-1956 | 22       | 15    |
| Atlético de Madrid | España | 1955-1962 | 166      | 95    |
| Torino             | Italia | 1962-1964 | 46       | 10    |
| Inter de Milán     | Italia | 1964-1966 | 25       | 8     |
| AS Roma            | Italia | 1966-1970 | 103      | 21    |

### Como entrenador
| Club                    | País   | Año       |
| ----------------------- | ------ | --------- |
| Atlético Madrileño      | España | 1980-1985 |
| Granada CF              | España | 1987-1988 |
| Unió Esportiva Figueres | España | 1988-1989 |
| Atlético de Madrid      | España | 1989-1990 |
| Real Murcia             | España | 1991-1992 |
| CD Badajoz              | España | 1997-1998 |
| Málaga CF               | España | 1998-2003 |
| Real Murcia             | España | 2003-2004 |

## Palmarés

### Jugador
- 2 Copas Intercontinentales: 1964 y 1965 (Inter de Milán)
- 1 Copa de Europa: 1964/65 (Inter de Milán)
- 1 Recopa de Europa: 1961/62 (Atlético de Madrid)
- 2 Ligas italianas: 1964/65 y 1965/66 (Inter de Milán)
- 2 Copas del Generalísimo: 1960 y 1961 (Atlético de Madrid)
- 1 Copa de Italia: 1969 (AS Roma)

### Entrenador
- 1 Copa Intertoto: 2002 (Málaga CF)